# ゾフィー (お笑いコンビ)
ゾフィーは、グレープカンパニーに所属していたお笑いコンビ。2014年4月結成、2023年11月解散。キングオブコント2017、2019ファイナリスト。

## メンバー
- 上田 航平（うえだ こうへい、1984年12月17日 - ）（40歳）ボケ・ネタ作り担当、立ち位置は向かって左。坊主頭が特徴。

神奈川県出身。慶應義塾大学法学部政治学科卒業。
身長170cm、体重55kg。血液型O型。既婚（初婚）。
趣味・特技：読書、映画鑑賞、バス旅行、剣道二段、腹話術。
中学生の時に趣味のような感じでお笑い研究会のようなことをやっており、文化祭で中国語漫才をやったことがあったという。本人曰く、これがけっこうウケたとのこと。一方でバンドも組んでおり、中学入学後すぐギターを買ったという。
過去にコンビ『チェルシー』として石井光三オフィスへ所属し活動していた。当時の相方・流木ターナーは落語家へ転向し、現在は柳亭信楽の名前で落語芸術協会に所属。
大学卒業後に劇団を旗揚げしたが、上田が尖りすぎていたため50人ほどいた団員が突然全員辞めたという。その後、脚本・出演すべてを一人で行い劇団を再始動させる。テレビ局や新聞社に自ら取材を申し込むほど熱心に取り組んでいたが、最終的に公演で火事が発生し劇団は終了したという。
コント愛が強く、知名度が低くてもコントで食っていける芸人を増やすために秋山寛貴（ハナコ）、加賀翔（かが屋）、林田洋平（ザ・マミィ）をメンバーとするコントユニット『コント村』を立ち上げ、「村長」を名乗っている。
父は慶應義塾高等学校野球部監督を務め、現在は香川オリーブガイナーズの球団代表を務める上田誠。高校時代は剣道部所属。父親から星飛雄馬のような厳しいトレーニングを受けていたが、あまりに厳しすぎたことで野球をやめる。
外祖父は有隣堂元副社長の田宮隼人。1945年（昭和20年）陸軍航空士官学校卒業後、1947年（昭和22年）南條入社。1955年（昭和30年）有隣堂に転じ、1970年（昭和45年）同社取締役に就任し、1991年（平成3年）同社副社長を務めた。
すべてのネタを考え、ツッコミ部分も記述した上で台本をサイトウに渡している。
2022年6月11日に放送された『芸人アニメ監督』（フジテレビ）で、5分の短編アニメ作品の監督に挑戦した。
2023年11月のコンビ解散後、プレイヤー兼作家として活動を続ける。
2023年12月5日、タレントで元AKB48の松井咲子との結婚を発表。交際のきっかけは宮嵜守史による仲介。上田によると、松井からの告白で交際を開始したとのこと。
- サイトウ ナオキ （本名:斉藤 直樹〈読み同じ〉 1980年3月26日 - ）（45歳）ツッコミ担当、立ち位置は向かって右。

青森県弘前市出身。東奥義塾高等学校卒業。
身長173cm、体重65kg。血液型O型。既婚（再婚）。
趣味・特技：ひとり酒、不動産探し、スポーツ吹き矢
高校生の時からバーテンダーをしていた。
相方・上田と同様にバンドをしていたこともあり、楽器はドラムとベースを担当していた。
前妻に慰謝料と養育費を返し終えた（後述）のに合わせて27歳からお笑い活動を開始。かつてアルバイトで一緒だった人が松竹芸能の養成所に行っていたこともあり、サイトウがお笑い志望だったことを覚えていてその人から誘われる。しかし当時のサイトウはとにかく人前に出たくない思いだったこともあり、月に1回しか舞台に立てず、これが2年ぐらい続いて結局この最初のコンビは解散となった。
過去にソーレアリアへ所属し、「インチキ斉藤」の芸名で本田らいだ〜△の元相方・上田ケントと、コンビ『あずう』を組み活動していた。お互いにネタを書くのがキツくなって解散したという。後に1年間ほど芸人を辞めて普通に働いていた。
居酒屋チェーンで正社員として勤務しており、専務取締役を務めている。2020年時点で年商2億円、3店舗を経営。芸人も居酒屋も両方やりたいということで、このことを会社に相談したら「広報みたいな形だったらどうだ」と提案され、芸人と居酒屋を両立することを決意した。その後はライブなど芸人活動の後に会社に行くなど会社勤めとを両立させている。2018年からは会社を立ち上げ、居酒屋3軒の営業権を借りて社長に就任した。だが2020年、新型コロナウイルス感染拡大の影響で店舗自粛となり、3店舗のうち2店舗が閉店せざるを得なくなった。
バツイチであり、22歳の時にできちゃった結婚をして息子がいる。相手の女性はバーテンダー時代に出会い、後を追う形で19歳のときに上京した。その女性とは24歳で別れ、27歳の時まで慰謝料と養育費を返済し続けていた。その後は再婚し娘が生まれている。
「チェだぜ!」というギャグを持つ。この『チェ』とは舌打ちを意味するが、普通に舌打ちしている瞬間を岡部大（ハナコ）に目撃されている。
2023年11月のコンビ解散後、グレープカンパニーを退社し、芸能活動を一旦休止。サイトウ自身は「居酒屋おじさんとして生きていく」と報告している。
その後、2024年1月12日深夜に中京ローカルで放送された『千原ジュニアのヘベレケ』（東海テレビ）に月替わりの芸人アシスタントとして芸能活動を再開。同年2月1日深夜の放送で、ヘベレケMCの千原ジュニアからヘベレケ齋藤という新しい芸名を受けた。

## 略歴
コンビ名の由来はウルトラシリーズに登場するキャラクターのゾフィーで、英語表記も同じ「ZOFFY」である。
2人ともコンビ解消による解散を経験し、養成所に通っていない同士でもある。共に相方がいない状態だった時にサイトウが上田から「社交的でないからどうしよう」と言った連絡を受け、サイトウは「上田がネタを書くのならいいかな」と思い直し2014年4月11日結成。以後サイトウは上田に対し、上田にネタ作りへ専念させる代わりにネタの練習に使うカラオケボックスなどの費用や食事を奢っている程度だが、金銭的な援助をしている。
事務所に所属しないフリーランスのままキングオブコントにて3年連続準決勝進出。2017年はファイナリストに進出した。キングオブオブコント放送後の同年10月7日にグレープカンパニー所属となったことを報告。
2023年11月6日を以て解散したことを発表。解散理由はサイトウの不倫・女遊び（上田曰く「仕事に支障をきたすレベル」）、及び酒癖。「酒をやめてゾフィーを続けるか、解散して酒を飲むかどうする」と聞かれたサイトウは、結局酒の方を選んだことで解散に至った。サイトウは事務所を退所して一度芸能活動を休止。上田は引き続きグレープカンパニー所属のままでプレイヤー兼作家として活動を続けていくと報告。なお、2024年中に開催が予定されていた『ゾフィー単独ライブ2024』は中止となる。解散翌日に上田は渡米し、将来そこに立とうと一週間にわたって現地の劇場を視察した。
上田は2024年12月より、吉住、ラブレターズ、星野光樹（Gパンパンダ）、Saku Yanagawaとともにコントユニット「Tokyo Sketchers」を結成し、シカゴで全編英語によるコントライブを開く。

## 賞レース成績
- 2014年 キングオブコント 準決勝進出
- 2015年 キングオブコント 準決勝進出
- 2016年 キングオブコント 準決勝進出
- THE VERY BEST OF FREE2017 優勝
- 2017年 キングオブコント 決勝8位
- 2018年 キングオブコント 準決勝進出
- 2019年 キングオブコント 決勝5位
- 2019年 NHK新人お笑い大賞 準優勝
- 2020年 キングオブコント 準決勝進出
- 2021年 キングオブコント 準々決勝進出
- 2022年 キングオブコント 準決勝進出
- 2023年 キングオブコント 準々決勝進出

## 出演

### テレビ
- 発掘！DOKUSOシネマ （2020年10月22日 - 2021年9月23日、BSフジ） - MC （上田）[31]

### テレビドラマ
- らせんの迷宮〜DNA科学捜査〜 最終話（2021年11月26日、テレビ東京） - 警察官 役
- 壁サー同人作家の猫屋敷くんは承認欲求をこじらせている（2022年10月3日 - 、朝日放送テレビ） - たっくん 役（上田）
- パリピ孔明 最終話（2023年11月29日、フジテレビ） - バスの運転手 役（上田）[32]

### 配信
- 絶望的につまらない金持ちイケメン彼氏と結婚できますか？＃絶望プロポーズ（2025年4月26日、タテドラ） - バーの店員 役 （上田）[注 1]

### ラジオ
- マイナビ Laughter Night（2016年5月21日・6月11日、2017年6月9日・11月17日（月間チャンピオン）、2019年8月9日、TBSラジオ）
- 伊集院光とらじおと（2018年8月14日 - 、TBSラジオ） - 上田のみリポーターとしてレギュラー出演[33]
- それいけ! おしゃべりスター!（JFN PARK）
- ふわっち presents らじおっつ（TBSラジオ）不定期出演

### 舞台
- 舞台版 月ともぐら 胸キュンコラボグランプリ（2023年10月5日、東京・草月ホール）[34]

### 単独ライブ
- 第1回単独ライブ「悪魔にパンを投げろ!」（2016年3月19日、ユーロライブ）
- 第2回単独ライブ「おとなだろ」（2017年2月19日、ユーロライブ）
- 第3回単独ライブ「MU」（2017年6月17日、ユーロライブ）
- 第4回単独ライブ「TeHe」（2018年2月3日、ユーロライブ）
- 第5回単独ライブ「まっすぐズレてる」（2019年5月4日-5日、ユーロライブ）
- 第6回単独ライブ「君はシリアス」（2020年3月7日-8日、ユーロライブ）※新型コロナウイルスの影響で開催自粛。グッズのみ販売[35]
- 第7回単独ライブ「ALWAYS SMILE」(2021年4月23日-24日-25日、ユーロライブ)
- 第8回単独ライブ「あられもないポジティブ」（2021年12月17日-18日、ユーロライブ）
- 第9回単独ライブ「緊張と緩和」（2022年4月23日-24日、ユーロライブ）
- 第10回単独ライブ「ZOBEST」[36]
  - 2023年1月20日・21日、東京・シアターサンモール
  - 1月28日、大阪・ABCホール
  - 2月4日、宮城・仙台市シルバーセンター
  - 2月18日、愛知・今池ガスホール
- ゾフィー新ネタ33本ライブ『#ZO33Y』（2023年3月19日、ユーロライブ）

### 合同ライブ
- 「ゾフィーと卯月とKOC」（2018年6月27日、ユーロライブ） - 卯月とのツーマンライブ
- 「わらふゾフィるお」（2019年1月31日、新宿バティオス） - わらふぢなるおとのツーマンライブ[37]
- 「ZOMMY」（2019年6月19日開催、ユーロライブ） - ザ・マミィとのツーマンライブ[38]
- 「ゾフィーとやさしいズがやりたい16のこと」（2019年12月7日、新宿バティオス） - やさしいズとのツーマンライブ[39]
- 「ZOMMY+」（2020年10月24日、ユーロライブ） - ザ・マミィとのツーマンライブ。昼公演はファイヤーサンダー、夜公演はジェラードンがゲスト出演[40]
- 「ZOMMY+ vol.2」（2020年10月24日開催、ユーロライブ） - ザ・マミィとのツーマンライブ
- 「ZOMMY+ vol.3」（2021年1月29日開催、ユーロライブ） - ザ・マミィとのツーマンライブ
- 「ゾ・ギース」（2022年2月27日、ユーロライブ） - ザ・ギースとのツーマンライブ
- 「RE:ZOMMY」（2022年6月7日、新宿バティオス） - ザ・マミィとのツーマンライブ
- 「ZOMMY&ZOMMY」（2023年6月7日、ユーロライブ） - ザ・マミィとのツーマンライブ
- 「でも鹿」（2023年6月15日、ユーロライブ） - 金の国、吉住とのスリーマンライブ

### CM
- FRISK（2021年10月 - ）

## DVD
- ゾフィー傑作選ライブZOBEST（2023年5月31日、コンテンツリーグ）[41]